# Abschied ist ein leises Wort
Abschied ist ein leises Wort ist eine Fernsehsendung des Mitteldeutschen Rundfunks (MDR), die am 30. Dezember 2000 erstmals gesendet wurde. In der Sendung wird verstorbener Prominenter oder in der Öffentlichkeit stehender Personen des jeweiligen Jahres gedacht.

## Konzept
Abschied ist ein leises Wort ist eine vorproduzierte „Erinnerungssendung“ in der verstorbener Personen des jeweiligen Produktionsjahres gedacht wird. Die für die Sendung ausgewählten Personen waren zu ihren Lebzeiten in der Regel prominente Persönlichkeiten bzw. Personen des öffentlichen Lebens oder haben durch ihr Wirken und Schaffen jenseits des Rampenlichts einen gesellschaftlichen Beitrag geleistet. Bei der Auswahl der verstorbenen Personen wird in Bezug auf deren Tätigkeitsfeld der Bogen recht weit gespannt und reicht beispielsweise von Politikern wie Helmut Schmidt und Reinhard Höppner, Schauspieler wie Andreas Schmidt und Erwin Geschonneck, Musikern wie Klaus Renft und Udo Jürgens, Sportlern wie Klaus Ampler und Graciano Rocchigiani, bis hin zu Trabant-Ingenieur Werner Lang und Sandmännchen-Erfinder Gerhard Behrendt. Besonders finden Personen aus dem Sendegebiet des MDR und aus der DDR-Erwähnung.
Dem Grundthema „Abschied und Trauer“ entsprechend, waren die bisher ausgestrahlten Folgen sehr ruhig und pietätvoll gestaltet. Da die Sendezeit auf ca. 90 Minuten begrenzt ist, wurde in zwei sehr unterschiedlichen Varianten an die verstorbenen Personen der jeweiligen Folge erinnert:
| Redaktionelle Bewertung der Relevanz einer Person | Variante |
| ------------------------------------------------- | --- |
| für die Sendung sehr relevant                     | Nachruf in Form eines eigens produzierten Filmbeitrages: - meist mehrminütig (in der Regel ca. 5 – 10 Minuten) - meist kommen Angehörige, Kollegen, Freunde o. ä. Wegbegleiter der Person zu Wort, um an diese zu erinnern (ggf. erfolgt die Würdigung der Person auch durch den Off-Sprecher der Sendung) - immer mit Archivmaterial über die Person angereichert (Fotos, bewegte Bild- und Tonaufnahmen o. Ä.) - immer mit einem Standbild der Person sowie der Einblendung dessen Namen und Lebenszeitspanne am Ende des Beitrages |
| für die Sendung relevant                          | Schriftliche Auflistung der Namen am Ende der Sendung über einer Hintergrundmusik (ohne Angaben von Lebensdaten oder Tätigkeit) |

Tragendes Element der Sendung ist die ruhige und charakteristische Stimme eines Off-Sprechers. Dieser spricht die Einleitung und führt die Zuschauer, von Filmbeitrag zu Filmbeitrag, durch die Sendung. Dabei finden, ebenfalls passend zum Grundthema der Sendung ausgewählte Zitate, Redewendungen und Auszüge aus Liedtexten eine Verwendung – Diese haben auch oft einen Bezug zur jeweils verstorbenen Person. Hinterlegt wird der Off-Sprecher dabei zusätzlich von ruhig und unaufdringlich arrangierter Musik (teils ebenfalls mit Bezug zur Person) sowie von stimmungsvollen Bildmaterial (beispielsweise Sonnenaufgänge, Sonnenuntergänge, Herbstlandschaften, Wälder, Wildtiere, Zugvögel, Bäche usw.). Mitunter wird in Zwischensequenzen über entsprechend eingespielte Musik auch an verstorbene Personen aus dem jeweiligen Jahr erinnert, die nicht zu den oben angegebenen Kategorien gezählt werden (z. B. Musik von AC/DC als Verweis auf Malcolm Young (2017), von The Cranberries als Verweis auf Dolores O’Riordan (2018), von Gerry and the Pacemakers als Verweis auf Gerry Marsden (2021), von Vangelis (2022), von Tina Turner oder Sinéad O’Connor (2023)).
Hans Teuscher führte die Zuschauer bis Dezember 2014 als Off-Sprecher durch die Sendung. Nach seinem Tod im Jahr 2015 übernahm Otto Mellies die Funktion, die er bereits im Jahr 2013 einmal innehatte. Seit dem Jahr 2020 übernahm der Schauspieler Winfried Glatzeder diese Funktion, nachdem Otto Mellies gestorben war.
Jährlich entsteht zum Jahresende hin eine neue Folge der Sendung. Diese wird dann im Zeitraum zwischen Weihnachten und Silvester erstausgestrahlt. Eine Wiederholung erfolgt dann meist noch einmal am Anfang des neuen Jahres. Die ersten Produktionen folgten noch keinem festen Intervall, seit dem Jahr 2005 wurde regelmäßig eine neue Folge pro Jahr produziert.

## Sendungsdetails
| Folge | Jahr | Erstausstrahlung Einschaltquote | Sprecher           | Nachruf als Filmbeitrag | Nennung in schriftlicher Auflistung am Ende der Sendung | Verweise                  |
| ----- | ---- | ------------------------------- | ------------------ | --- | --- | ------------------------- |
| 1     | 2000 | 30.12.2000                      | Hans Teuscher      | | | [ 4 ]                     |
| 2     | 2002 | 27.12.2002                      | Hans Teuscher      | | | [ 4 ]                     |
| 3     | 2005 | 29.12.2005                      | Hans Teuscher      | | | [ 4 ]                     |
| 4     | 2006 | 28.12.2006                      | Hans Teuscher      | u. a. Rudi Carrell, Klaus Renft, Manfred Bofinger, Eberhard Esche, Jenny Gröllmann, Gerhard Behrendt, Frank Beyer, Drafi Deutscher | | [ 4 ] [ 5 ]               |
| 5     | 2007 | 27.12.2007                      | Hans Teuscher      | u. a. Bobby Bölke, Klausjürgen Wussow, Evelyn Hamann, Georg Buschner, Jupp Derwall, Gerlind Ahnert | | [ 4 ] [ 6 ]               |
| 6     | 2008 | 29.12.2008                      | Hans Teuscher      | u. a. Erwin Geschonneck, Marianne Kiefer, Günter Schubert, Ivan Rebroff, Jochen Petersdorf, Miriam Makeba, James W. Pulley, Peter „Cäsar“ Gläser | | [ 4 ] [ 7 ] [ 8 ]         |
| 7     | 2009 | 27.12.2009                      | Hans Teuscher      | u. a. Fred Delmare, Margot Ebert, Günter Naumann, Gudrun Okras, Heinz Schröder, Walter Kubiczeck | | [ 4 ]                     |
| 8     | 2010 | 28.12.2010                      | Hans Teuscher      | u. a. Helga Göring, Heidi Kabel, Anneliese Rothenberger, Herbert Küttner, Ursula Böttcher, Ines Paulke, Franz Bartzsch | | [ 4 ] [ 9 ]               |
| 9     | 2011 | 29.12.2011                      | Hans Teuscher      | u. a. Klaus-Peter Thiele, Bernd Clüver, Jenny Petra, Loriot, Curth Flatow, Günter Gollasch, Peter Alexander | | [ 4 ] [ 10 ]              |
| 10 1  | 2012 | 27.12.2012                      | Hans Teuscher      | u. a. Anke Lautenbach, Kurt Felix, Hazy Osterwald, Käthe Reichel, Edgar Külow, Margit Schaumäker, Günther Krause, Norbert Berger, Dirk Bach | | [ 4 ] [ 11 ] [ 12 ]       |
| 11    | 2013 | 28.12.2013                      | Otto Mellies       | Reinhard Lakomy, Dieter Pfaff, Peter Herden, Chris Howland, Werner Lang, Eddi Arent, Marcel Reich-Ranicki, Alfons Wonneberg, Dieter Hildebrandt, Katja Paryla, Lothar Bisky, Otto Sander, Siegfried Uhlenbrock, Erich Loest, Paul Kuhn, Fritz Rau, Elmar Gunsch, Peter Ensikat | Peter Fitz, Christian Becher, Dietrich Kittner, Otfried Preußler, Sabine Bischoff, Rosemarie Fendel, Sven Lehmann, Wera Küchenmeister, Vivi Bach, Sarah Kirsch, Hildegard Krekel, Willi Sitte, Helga Sasse, Walter Jens, Ottmar Walter, Chantal de Freitas, Ulrich Matschoss, Bert Trautmann, Jonathan Dümcke, Susanne Düllmann, Jörg Pleva, Henning Voßkamp, Erik Neutsch, Wolfgang Herrndorf, Hans von Borsody, Christian Tasche, Nino Korda | [ 4 ] [ 3 ] [ 13 ]        |
| 12    | 2014 | 29.12.2014                      | Hans Teuscher      | Horst Köbbert, Karlheinz Böhm, Helga Labudda, Dietmar Schönherr, Christian Führer, Benno Pludra, Fred Bertelmann, Rosemarie Ambé, Günter Junghans, Udo Reiter, Hannes Hegen, Ralf Bendix, Paul Tiedemann, Joachim Fuchsberger, Udo Jürgens, Peer Augustinski, Heinz Schenk, Reinhard Höppner | Dirk Sager, Thomas Kurzhals, Hans Schroeder, Joachim Nowotny, Maximilian Schell, Kralle Krawinkel, Günter Reisch, Horst Schrade, Fritz Marquardt, Uwe Timm, Justus Pfaue, Mareike Carrière, Anja Niedringhaus, Herbert Schoen, Ekkehard Böhmer, Erwin Stranka, Stefanie Zweig, Helga Königsdorf, Wolfgang Bartsch, Frank Schirrmacher, Robert Lebeck, Manfred Wekwerth, Manfred Sexauer, Philipp Brammer, Ernst Maria Lang, Elfriede Brüning, Peter Scholl-Latour, Wolfgang Leonhard, Werner Liersch, Gottfried John, Wolfgang Held, Friedrich Streich, Gitta Walther, Gerd Bonk, Elli Michler, Ruth Glöss, Ralph Giordano, Claus Küchenmeister, Ernst Albrecht, Fritz Rudolf Fries, Fritz Sdunek | [ 4 ] [ 3 ] [ 14 ]        |
| 13    | 2015 | 29.12.2015                      | Otto Mellies       | Hans Teuscher, Reiner Süß, Helmut Schmidt, Gerd Natschinski, Hellmuth Karasek, Fred Düren, James Last, Egon Bahr, Karl Moik, Jutta Resch-Treuwerth, Robert Jung, Richard von Weizsäcker, Kurt Masur, Erika Zuchold | Egon Adler, Udo Lattek, Ben Wettervogel, Rolf Arland, Ernst Röhl, Fritz J. Raddatz, Ralf Paulsen, Karina Kraushaar, Buddy Elias, Bärbel Bolle, Helmut Dietl, Günter Grass, Klaus Bednarz, Werner Zimmer, Werner Leismann, Günter Gueffroy, Heinz Wrobel, Elisabeth Wiedemann, Edith Hancke, Pierre Brice, Paul Sahner, Harry Rowohlt, Alexander Schalck-Golodkowski, Utta Danella, Ruth Kraft, Gerhard Zwerenz, Philipp Mißfelder, Hans Barlach, Johanna Quandt, Max Greger, Gerhard Mayer-Vorfelder, Barbara Brecht-Schall, Rainer Kirsch, Dettmar Cramer, Ellis Kaut, Claudia Bär, Erich Drechsler, Günter Schabowski, Horst Keitel, Johanna Jacob, Franzl Lang, Edgar Most, Rolf Bossi | [ 4 ] [ 3 ] [ 15 ]        |
| 14    | 2016 | 29.12.2016 990.000 (3,1 %)      | Otto Mellies       | Achim Mentzel, Hendrikje Fitz, Hans-Joachim Wolfram, Klaus Ampler, Roger Willemsen, Doris Abeßer, Manfred Krug, Miriam Pielhau, Hans-Dietrich Genscher, Reinhard Häfner, Walter Scheel, Stefan Lisewski, Erika Berger, Götz George, Lothar Späth, Rolf Losansky, Hilmar Thate, Klaus Siebert, Gisela May, Roger Cicero                                                                                              | Maja Maranow, Jürgen Heimlich, Ruth Leuwerik, Wolfgang Rademann, Renate Leismann, Reinhard Fißler, Peter Lustig, Ekkehard Göpelt, Carlo Rola, Hugo Strasser, Guido Westerwelle, Anne-Rose Neumann, Uwe Friedrichsen, Walther Leisler Kiep, Fritz Stern, Rupert Neudeck, Rudi Altig, Rudolf Donath, Martina Servatius, Lothar Dräger, Jana Thiel, Angelika Schrobsdorff, Hans-Georg Ponesky, Hermann Kant, Stefan Henze, Oliver Rath, Ernst Nolte, Lothar Kusche, Henning Voscherau, Erich Storz, Jutta Limbach, Hendrik Bruch, Günter-Peter Ploog, Hans Korte, Tamme Hanken, Hans Pischner, Manfred Durban, Claus Ulrich Wiesner, Peter Hintze, Hildegard Hamm-Brücher | [ 4 ] [ 3 ] [ 17 ]        |
| 15    | 2017 | 28.12.2017 660.000 (2,2 %)      | Otto Mellies       | Ingeborg Krabbe, Erika Krause, Andreas Schmidt, Waltraut Schulz, Roman Herzog, Steffi Walter, Roland Gräf, Renate Holland-Moritz, Chris Roberts, Inge Keller, Ina-Maria Federowski, Egon Günther, Helmut Kohl, Dieter Bellmann | Walter Lange, Kerstin Gähte, Florian Haidt, Manfred Kaiser, Kathrin Schirmer, Martin Lüttge, Horst Ehmke, Christine Kaufmann, Margit Schumann, Michael Ballhaus, A. R. Penck, Joachim Kaiser, Tankred Dorst, René Monse, Gunter Gabriel, Joachim Meisner, Peter Härtling, Andrea Jürgens, Gretel Bergmann, Hinrich Lehmann-Grube, Margot Hielscher, Arno Rink, Heiner Geißler, Peter Tschernig, Ulrike von Möllendorff, Joy Fleming, Lissy Tempelhof, Oliver Grimm, Lothar Thoms, Karin Dor, Hans Schäfer, Hans-Michael Rehberg, Bernhard Eckstein, Otto Kern, Dario Malkowski, Lona Rietschel | [ 4 ] [ 3 ] [ 19 ]        |
| 16 2  | 2018 | 27.12.2018                      | Otto Mellies       | Rolf Hoppe, Graciano Rocchigiani, Marie Gruber, Dieter Thomas Heck, Helmut Krätzig, Claudia Look-Hirnschal, Jürgen Marcus, Wolfgang Völz, Walter Eichenberg, Otto Stark, Jessy Rameik, Horst Schulze, Markus Beyer, Holger Biege | Michael Barakowski, Coco Schumann, Rolf Schafstall, Rolf Zacher, Waltraud Kretzschmar, Günter Blobel, Ulrich Pleitgen, Ulla Norden, Ralf Waldmann, Karl Lehmann, Siegfried Rauch, Jochen Senf, Martin Haas, Alfred Thomalla, Christa Gottschalk, Dietrich Garstka, Abi Ofarim, Juliane Korén, Horst Rehberg, Ed Stuhler, Jürgen Jürgens, Daniela Samulski, Ralf Petersen, Dieter Wellershoff, Enoch zu Guttenberg, Winfried Wagner, Niels Gormsen, Friedrich Moll, Peter Kretzschmar, Peter Bosse, Karl-Fred Müller, Ingo Insterburg, Günter Stahnke, Stefanie Tücking, F. W. Bernstein, Thomas Herrmann | [ 4 ] [ 3 ] [ 21 ] [ 20 ] |
| 17    | 2019 | 30.12.2019                      | Otto Mellies       | Peter Schreier, Sigmund Jähn, Ursula Karusseit, Manfred Uhlig, Karel Gott, Winfried Krause, Irma Holder, Artur Brauner, Thomas Lück, Heidi Hetzer, Olaf Böhme, Karl Lagerfeld, Theo Adam, Roland Matthes, Wolfgang Winkler, Helmut Richter, Günter Kunert | Hannelore Elsner, Joachim Tomaschewsky, Rudi Assauer, Jörg Schönbohm, Arnulf Baring, Klaus Kinkel, Andrea Pollack, Siegmar Wätzlich, Klaus Sonnenschein, Martin Böttcher, Andreas Hähle, Ellen Schwiers, Georg Katzer, Michael Wessing, Wiglaf Droste, Manfred Burgsmüller, Wilhelm Wieben, Rolf von Sydow, Wibke Bruhns, Jörg Stübner, Lisa Martinek, Costa Cordalis, Henry Kotowski, Werner Heiduczek, Peter Lindbergh, Luigi Colani, Christa Mühl, Anke Fuchs, Erhard Eppler, Walter Freiwald, Marcus Schloussen, Eberhard Mellies, Gerd Baltus, Karin Balzer | [ 22 ] [ 23 ] [ 24 ]      |
| 18    | 2020 | 30.12.2020                      | Winfried Glatzeder | Michael Gwisdek, Klaus Selmke, Gert Zimmermann, Karl Dall, Juergen Schulz, Hartwig Gauder, Gotthilf Fischer, Harry Jeske, Otto Mellies, Peter Wieland, Fips Asmussen, Renate Krößner, Lutz Stückrath, Norbert Blüm, Stephan Trepte (im Prolog: Ennio Morricone) | Veronika Fitz, Joseph Hannesschläger, Joseph Vilsmaier, Sonja Ziemann, Burkhard Driest, Max von Sydow, Irene Salzmann, Alfred Gomolka, Barbara Rütting, Rüdiger Nehberg, Dieter Reith, Oskar Fischer, Ernst-Georg Schwill, Ulrich Kienzle, Roy Horn, Rolf Hochhuth, Irm Hermann, Werner Böhm, Jürgen Holtz, Tilo Prückner, Bernd Warkus, Hans-Jochen Vogel, Chris Derer, Erika Richter, Uli Stein, Hans-Joachim Kunert, Wolfgang Clement, Ursula Schmitter, Günter de Bruyn, Herbert Feuerstein, Horst Beseler, Rudi Kurz, Thomas Oppermann, Udo Walz, Jutta Lampe, Mike Schafmeier | [ 25 ] [ 26 ]             |
| 19    | 2021 | 28.12.2021                      | Winfried Glatzeder | Margitta Gummel, Dieter B. Herrmann, Mirco Nontschew, Libuše Šafránková, Wolfgang Brandenstein, Uta Ranke-Heinemann, Alfred Biolek, Jan Hahn, Volker Lechtenbrink, Gerd Müller, Herbert Köfer, Kurt Biedenkopf, Heide Keller, Siegfried Matthus, Erasmus Schröter, Bill Ramsey (im Prolog: Mikis Theodorakis) | Werner Rataiczyk, Karl-Heinz Vosgerau, Thomas Gumpert, Siegfried Fischbacher, Gisela Grube, Erich Öxler, Steffen Nickoleit, Petra Ehlert, Sabine Schmitz, Walter Kaufmann, Willi Herren, Thomas Fritsch, Fritz Hollenbeck, Horst Pillau, Gottfried Böhm, Teddy Parker, Peter Schell, F. C. Gundlach, Ben Wagin, Jürgen Engert, Ludger Stratmann, Wolf-Dieter Poschmann, Ludwig Haas, Ronald Paris, Reinhard Schult, Eberhard Panitz, Evelyn Richter, Gerd Ruge, Hanskarl Hoerning, Udo Zimmermann, Walter Niklaus, Christine Laszar, Ted Herold, Horst Eckel, Roland Dressel, Inge Jens | [ 27 ] [ 28 ] [ 29 ]      |
| 20 3  | 2022 | 30.12.2022                      | Winfried Glatzeder | Joachim Streich, Roland Oehme, Ralf Bursy, Heinz Behrens, Georg Christoph Biller, Dieter Mann, Werner Schulz, Klaus Scharfschwerdt, Karl Clauss Dietel, Wolfgang Kohlhaase, Ellen Tiedtke, Hans-Jürgen Dörner, Dagmar Schipanski, Klaus Schulze, Carl-Hermann Risse, Julia Axen (im Prolog: Javier Marías) | Rolf-Dieter Amend, Hardy Krüger, Gerd Schädlich, Egon Linde, Peter Merseburger, Eberhard Kube, Manfred Borges, Claus Seibel, Inge Deutschkron, Annerose Schmidt, Egidius Braun, Dieter Gruschwitz, Uwe Bohm, Michael Degen, Thomas Rosenlöcher, Bernhard Germeshausen, Ernst Luding, Horst Sachtleben, Armin Kühne, Marion van de Kamp, Berndt Stübner, Bernd Bransch, Martin Bangemann, Dieter Wedel, Uwe Seeler, Margot Eskens, Hans R. Beierlein, Wolfgang Petersen, Karl Senne, Eva-Maria Hagen, Felix Huby, Ilja Seifert, Fritz Pleitgen, Christoph Schroth, Ferfried Prinz von Hohenzollern, Ralf Wolter, Michael Möllenbeck, Jan Spitzer, Maria Kühne, Wolf Schneider, Sebastian Böhm, Jens Bullerjahn, Tobias Langhoff, Gerd Michaelis, Christiane Hörbiger, Ruprecht Eser, Günter Herlt, Benno Schmidt | [ 30 ] [ 31 ] [ 32 ]      |
| 21 4  | 2023 | 30.12.2023                      | Winfried Glatzeder | Jutta Müller, Dieter Schneider, Karin Gregorek, Klaus Feldmann, Klaus Gendries, Ernst-Ludwig Petrowsky, Peter Kersten, Ed Swillms, Milan Kundera, Friedo Solter, Gunther Emmerlich, Tim Lobinger, Michael Hansen, Hans Modrow, Heinz Florian Oertel, Tony Marshall (im Prolog: Tina Turner) | Christiane Ufholz, Rosi Mittermaier, Dieter Görne, Tatjana Patitz, Ursula Geyer-Hopfe, Simone Bär, Wolfgang Penk, Jürgen Flimm, Helga Zerrenz, Gerhard Wolf, Dieter Pürschel, Günther von Lojewski, Heinz Baumann, Gert Gütschow, Antje Vollmer, Robert Gallinowski, Maria Sebaldt, Lotti Krekel, Fred Gehler, Martin Petzold, Ernst Huberty, Günter Wewel, Sibylle Lewitscharoff, Margit Carstensen, Hans-Joachim Hanisch, Heide Simonis, Henning Röhl, Hans-Joachim Kurzweg, Christian Quadflieg, Larry Schuba, Christoph Theusner, Martin Walser, Rainer Otto, Henner Misersky, Wolfram Heicking, René Weller, Heinz Grote, Ruth Fuchs, Otmar Richter, Gerhard Grimmer, Lutz Riemann, Elmar Wepper, Hans Meiser, Inge Trisch, Stephan Malzdorf, Rüdiger Wolff, Ingrid Steeger, Wolfgang Schäuble             | [ 33 ] [ 34 ] [ 35 ]      |
| 22    | 2024 | 30.12.2024                      | Winfried Glatzeder | Peter Sodann, Evelin Matt, Manfred Wolke, Eberhard Hertel, Fritz Wepper, Fritz Puppel, Alexander Lang, Ferenc Salmayer, Lothar König, Angela Gentzmer, Friedrich Schorlemmer, Joachim Franke, Klaus Manchen, Christel Bodenstein, Ilke Wyludda, Helga Paris, Françoise Hardy (Nennung und Zitat aus dem Song „Rendez-vous dans une autre vie“, der Zugleich als Abspannmusik diente), (im Prolog: Caterina Valente) | Hendrik Arnst, Franz Beckenbauer, Ulrich Voß, Frank Farian, Lutz Brandt, Johanna von Koczian, Andreas Brehme, René Pollesch, Percy Adlon, Hans Blum, Vera Tschechowa, Eckart Dux, Bernd Hölzenbein, Michael Verhoeven, Thomas Heise, Ruth Maria Kubitschek, Klaus Töpfer, Harald Kretzschmar, Henning Schaller, Richard Rogler, Willi Lemke, Christoph Daum, Wolfgang Gerhardt, Jens Stubenrauch, Dieter Burdenski, Michael Karr, Annelie Ehrhardt, Walter Heynowski, Dieter Adler, Michael Hübner, Wolfgang Behla, Jürgen Thormann, Karin Baal, Margit Voss, Jörg Panknin, Frank Hengstmann, Henner Kotte, Wolfgang Steiert, Wolfgang Becker, Sigrid Kehl, Hannelore Hoger – Widmungsformel am Ende: „In Gedenken an die Opfer von Magdeburg (20.12.2024)“                                                     | [ 36 ]                    |